# Závist (Rybník nad Radbuzou)
Závist (deutsch Neid) ist ein Ortsteil der Gemeinde Rybník nad Radbuzou (deutsch Waier) im westböhmischen Okres Domažlice in Tschechien.

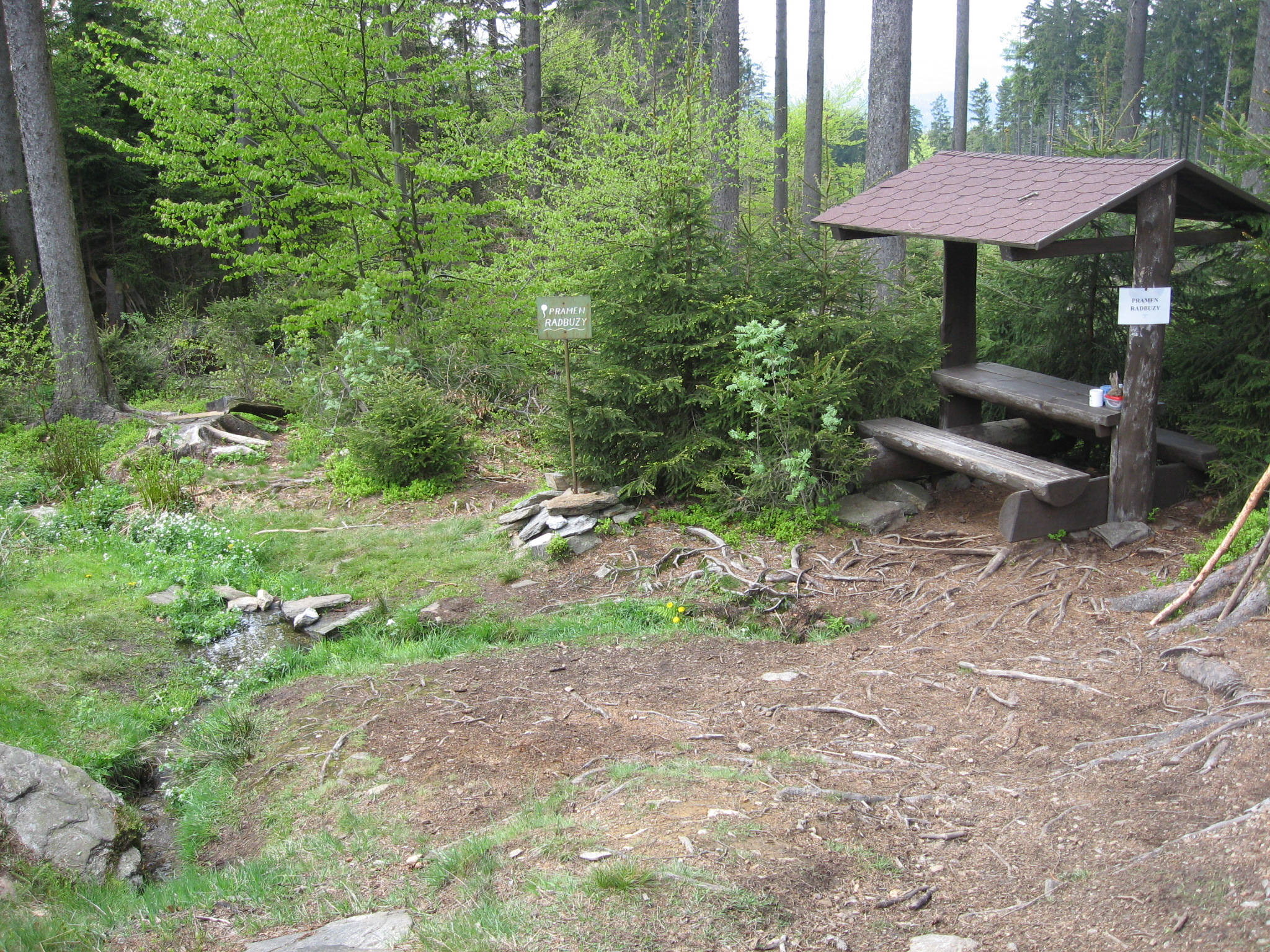
Quelle der Radbuza

## Geographie
Das Dorf Závist liegt etwa 2,4 km südlich von Waier und 1,2 km südwestlich der Quelle der Radbuza. Závist liegt auf der Europäischen Hauptwasserscheide.
Eine Kuriosität ist das Haus Nr. 17, das genau auf dieser Wasserscheide steht, so dass das Wasser der südlichen Dachrinne durch das Lohtal in die Schwarzach, Naab, Donau in das Schwarze Meer fließt, während das Wasser aus der nördlichen Dachrinne in die Radbuza, Berounka, Elbe in die Nordsee fließt.

## Geschichte
Neid wurde während des Dreißigjährigen Krieges gegründet und 1644 im Teilungsvertrag der Herrschaft Muttersdorf erstmals schriftlich erwähnt.
Zu dieser Zeit gab es in Závist 7 Ansiedler: Hans Schröpfer, Georg Distler, Hans Kaltz, Simon Holzgärtner, Girgl Hauser, Girgl Widl Girgl Hilpert.
Hans Kaltz war 1649 Richter in Neid.
1654 gab es in Neid 7 Häusler, 10 Ochsen, 17 Kühe, 28 Kälber, 36 Schweine.
Neid war zunächst nach Muttersdorf eingepfarrt und eingeschult.
Ab 1786 gehörte es zur Pfarrei Waier und die Kinder gingen nach Waier in die Schule.

## Bevölkerungsentwicklung
Folgende Quellen wurden benutzt:
- Historický lexikon obcí České republiky 1869–2005, Teil 1, Seite 278 für die Jahre 1869 bis 2001.[4] Die Angaben beziehen sich auf Závist und Umgebung (Franzbrunnhütte, Schwarzach, Schnaggenmühle, Ober- und Unterhütten, Paadorf).
- Josef Bernklau nach Johann Micko: Neid. In: Franz Liebl, Heimatkreis Bischofteinitz (Hrsg.): Unser Heimatkreis Bischofteinitz. Brönner & Daentler KG, Eichstätt 1967, S. 257–258.[5] Die Angaben beziehen sich nur auf das Dorf Závist, ohne Umgebung.

| Jahr | Einwohner | Gebäude   | Anmerkungen                |
| ---- | --------- | --------- | -------------------------- |
| 1644 | k. A.     | 7         |                            |
| 1654 | k. A.     | 7 Höfe    |                            |
| 1722 | 52        | 7 Häuser  |                            |
| 1784 | 175       | 19 Häuser | Závist mit Franzbrunnhütte |
| 1839 | 134       | 19 Häuser | nur Závist                 |
| 1869 | 1153      | 117       | gesamte Gemeinde Závist    |
| 1880 | 1197      | 126       | gesamte Gemeinde Závist    |
| 1890 | 1248      | 135       | gesamte Gemeinde Závist    |
| 1900 | 1244      | 144       | gesamte Gemeinde Závist    |

| Jahr | Einwohner | Gebäude | Anmerkungen             |
| ---- | --------- | ------- | ----------------------- |
| 1910 | 1314      | 144     | gesamte Gemeinde Závist |
| 1910 | 149       | 21      | nur Závist              |
| 1921 | 1319      | 153     | gesamte Gemeinde Závist |
| 1921 | 149       | 21      | nur Závist              |
| 1930 | 161       | 23      | nur Závist              |
| 1950 | 76        | 27      | gesamtes Gebiet Závist  |
| 1961 | 74        | k. A.   | gesamtes Gebiet Závist  |
| 1970 | 33        | 6       | gesamtes Gebiet Závist  |
| 1980 | 23        | 5       | gesamtes Gebiet Závist  |
| 1991 | 10        | 4       | gesamtes Gebiet Závist  |
| 2001 | 5         | 7       | gesamtes Gebiet Závist  |
| 2011 | 6         | 15      | nur Závist              |